# 西卡莫爾 (肯塔基州)
西卡莫爾（英語：Sycamore）是一個位於美國肯塔基州傑佛遜縣的城市。

## 地方資料
根據2020年美國人口普查的數據，西卡莫爾的面積為0.04平方千米，當中陸地面積為0.04平方千米，而水域面積為0.00平方千米。當地共有人口166人，而人口密度為每平方千米4,150人。